# Crevillente
Crevillente (oficialmente en valenciano: Crevillent) es un municipio y localidad de España, situado en la Comunidad Valenciana. Se encuentra en la comarca del Bajo Vinalopó, al pie de la sierra de Crevillente, a una altitud de 129 m, dentro de la provincia de Alicante. Su proximidad al municipio de Elche le permite integrarse en el área metropolitana de Alicante-Elche. Según el INE, en 2019 contaba con 28 952 habitantes.
Crevillente celebra dos fiestas destacadas: los Moros y Cristianos, declarados Fiesta de Interés Turístico Internacional, y la Semana Santa, que también ostenta esta distinción. La localidad ha sido tradicionalmente reconocida por su industria alfombrera, lo que le ha valido el sobrenombre de Ciudad de la alfombra.

## Geografía

Término municipal

Se encuentra en la comarca del Bajo Vinalopó y a unos 35 kilómetros al suroeste de la capital provincial, Alicante. Por su término municipal discurre la Autopista del Mediterráneo (AP-7), que enlaza con la Autovía del Mediterráneo (A-7), principal eje de comunicación entre Alicante y Murcia, entre otras localidades. También atraviesan el municipio la carretera N-340, entre los puntos kilométricos 704 y 711; la carretera N-325, que se dirige hacia Novelda; y una vía local que conecta con Catral.
Crevillente limita con los términos municipales de Hondón de las Nieves, Aspe, Elche, Albatera, San Isidro y Catral.
El relieve está determinado por la vertiente meridional de la sierra de Crevillente y la vega del Segura al sur, donde se encuentra el parque natural de El Hondo. La altitud varía desde los 838 m en la sierra hasta los 2 m en las lagunas del parque natural. El núcleo urbano se sitúa a 130 m sobre el nivel del mar.
El clima es de tipo mediterráneo costero, influido por la cercanía del mar. Los veranos son cálidos, húmedos y mayormente despejados, mientras que los inviernos son largos, suaves, ventosos y parcialmente nublados. Las precipitaciones son escasas durante todo el año, con una media anual inferior a los 220 mm. Las temperaturas oscilan habitualmente entre los 5 °C y los 32 °C, siendo poco frecuentes los valores por debajo de 1 °C o por encima de 34 °C.

## Historia

### Prehistoria y antigüedad
Abundantes hallazgos arqueológicos testimonian el paso de distintas culturas por el territorio crevillentino: la del Paleolítico superior, hace entre 18 000 y 20 000 años (Ratlla del Bubo, Cova del Xorret); la del Calcolítico en el III milenio a. C. (Les Moreres); el Bronce Antiguo, entre finales del III milenio y la primera mitad del II milenio a. C. (Pic de les Moreres); el Bronce Final y el período orientalizante, entre los años 850 y 550 a. C. (La Peña Negra); la cultura ibérica, durante los siglos V-IV a. C. (El Forat, El Castellar); y la época romana, con restos datados entre los siglos siglo II a. C. y siglo VI d. C. (La Canyada Joana). Esta última etapa fue estudiada por el arqueólogo J. Trelis Martí, actual director del Museo Arqueológico de Crevillente, mientras que la fase paleolítica fue investigada por V. Villaverde, Román Lajarín y G. Iturbe. Desde el calcolítico hasta la época ibérica, los estudios y excavaciones fueron dirigidos por el catedrático de Prehistoria de la Universidad de Alicante Alfredo González Prats.

### Dominación islámica
La presencia musulmana está documentada en zonas como El Forat y, especialmente, en El Frare, donde existió un poblado fortificado. De este asentamiento solo se conservan los cimientos, algunos muros derruidos y dos aljibes, aunque siguió ejerciendo funciones defensivas durante la época de los rais. Fue abandonado entre los años 1316 y 1318. De esta etapa cabe destacar la construcción de La Font Antiga para la canalización de agua, así como el acueducto de Els Pontets. Todo parece indicar que en el solar actual de Crevillente, concretamente en el casco antiguo, existió un asentamiento ibérico anterior, como evidencian los restos íberos y árabes hallados en las mismas áreas. Aunque tradicionalmente se ha considerado una fundación de origen árabe, ni la etimología del topónimo ni su génesis están del todo claras. En fuentes musulmanas aparece mencionada como Karbalyan o Qarbalyan, Qarbillan, Qaribliyan o Querbelien, nombres relacionados con la filiación de Muhammad As-Safra. Durante la dominación árabe, Crevillente fue una población relevante integrada en el Reino de Murcia.
Durante este periodo, destaca la figura del médico y erudito musulmán Al-Shafra, quien residió en Crevillente y fue conocido por sus conocimientos en medicina y filosofía. Su legado ha sido objeto de estudio en diversas investigaciones sobre la medicina andalusí en la región.

### Del dominio cristiano a la Edad Moderna
Según el Tratado de Almizra, los castellanos conquistaron el sur de la actual provincia de Alicante en 1244, y en 1262 el territorio fue entregado al señorío de Villena, bajo la autoridad del infante Manuel de Castilla. Crevillente mantuvo un estatus de considerable autonomía, gobernada localmente por un rais o caudillo musulmán hasta 1318. El señorío sarraceno de Crevillente abarcaba además los lugares de Cox, Albatera, Aspe, Chinosa y Monóvar.
En 1296, tras la conquista del sur de Alicante por Jaime II de Aragón, el rais de Crevillente, Muhámmad ibn Hudayr, firmó un acto de vasallaje a la Corona de Aragón. En 1305, la ciudad —que formaba parte del señorío de Elche— fue incorporada al Reino de Valencia por la sentencia arbitral de Torrellas. Jaime II recompensó al rais otorgándole el cargo de juez ordinario de los musulmanes de la provincia de Alicante y confirmó su posesión del señorío. Le sucedieron su hijo Muhámmad ibn Áhmad y, posteriormente, su nieto Ibrahim en 1316. Tras la muerte de este último en 1318, el señorío de Crevillente pasó a depender directamente del gobierno general del Reino de Valencia ultra Saxonam. En 1324 fue entregado como señorío al infante Pedro. La población permaneció mayoritariamente musulmana durante los tres siglos siguientes.
En 1439, Crevillente fue vendida a Bernat Requesens. Tras el matrimonio de Isabel I de Castilla y Fernando II de Aragón, pasó al señorío de Gutierre de Cárdenas. La pérdida de los derechos de realengo provocó un levantamiento popular contra su nuevo señor, que no pudo ejercer plenamente su autoridad hasta 1481. Su familia mantuvo el señorío en adelante. En 1521, durante las Germanías, los habitantes se sublevaron contra el señor Dídac de Cárdenas. A comienzos del siglo XVII, la población contaba con unas 400 familias, en su mayoría moriscos. La expulsión de los moriscos en 1609 supuso una drástica disminución, reduciendo la población a una tercera parte.

### Edad Moderna y guerra de sucesión
Durante la guerra de sucesión española (1701–1714), Crevillente apoyó la causa borbónica, lo que le valió el otorgamiento del título de villa por parte de Felipe V en reconocimiento a su fidelidad. En este periodo se fundó el Hospital-Asilo de la Purísima Concepción y se levantó la ermita de Santa Anastasia, que conserva elementos de culto cristiano anteriores incluso al siglo XVII.

### SigloXIX
Durante la guerra de la Independencia española (1808–1814), Crevillente se vio afectada por los movimientos de tropas y las levas de soldados, aunque no fue escenario de grandes combates. Como otras zonas del sur valenciano, apoyó la resistencia antifrancesa y vivió el impacto de la crisis posterior al conflicto. En este periodo destaca la figura de Jaime el Barbudo, nacido en Crevillente en 1783, quien pasó de bandolero a guerrillero durante la guerra contra los franceses. Tras combatir en el Reino de Murcia, fue indultado en 1813, pero años más tarde volvió a la clandestinidad como líder absolutista durante el Trienio Liberal. Fue capturado y ejecutado en Murcia en 1824.
En el contexto de la Desamortización de Mendizábal en 1836, se produjo la venta de tierras comunales y bienes eclesiásticos, transformando el sistema agrario local y favoreciendo la consolidación de una burguesía agraria. A finales del siglo XIX se consolidó la industria artesanal del esparto y el junco, base de la futura industria textil crevillentina. Se elaboraban esteras, persianas, sogas y otros productos destinados al mercado nacional y de exportación. En 1860 se fundó la Sociedad Unión Musical de Crevillente, que reflejaba el auge de la cultura musical en la localidad. En 1891 se creó el Orfeón Crevillentino, más tarde conocido como Coral Crevillentina, que adquiriría renombre internacional.

### SigloXX
Durante la primera mitad del siglo XX, Crevillente experimentó un proceso de industrialización vinculado al textil. La introducción de telares mecánicos en la década de 1920 supuso un salto cualitativo en la producción de alfombras. En estas décadas se consolidó la estructura de la moderna industria alfombrera.
La segunda república española (1931–1939) se vivió en Crevillente con fuertes tensiones políticas. El municipio fue bastión republicano durante la guerra civil española, lo que motivó una dura represión tras la entrada de las tropas franquistas en 1939. Durante el franquismo, se impulsó una política de reconstrucción de infraestructuras y promoción del desarrollo industrial. Crevillente se convirtió en un polo regional en la fabricación de alfombras, gracias a la exportación y la demanda del turismo residencial costero. El sector textil pasó de la artesanía a la industria mecanizada. En los años 60 y 70, se crearon nuevas empresas y se consolidó una clase obrera local. En 1977 se fundó la Unión Nacional de Fabricantes de Alfombras, Moquetas y Afines (UNIFAM), con sede en la localidad.

### SigloXXI
A finales del siglo XX y en el siglo XXI, la industria textil entró en crisis debido a la competencia extranjera y la deslocalización. Muchas empresas cerraron o se reconvirtieron. Sin embargo, algunas compañías han sobrevivido gracias a la especialización y la exportación. La ciudad ha reforzado su apuesta por el patrimonio cultural. La Semana Santa de Crevillente fue declarada Fiesta de Interés Turístico Internacional en 2011, y su patrimonio escultórico —especialmente los pasos de Mariano Benlliure— es considerado uno de los más relevantes de España. También se ha apostado por proyectos de sostenibilidad, digitalización del sector industrial y la potenciación del turismo de interior, ligado a la sierra de Crevillente, los Museos de Crevillente y el legado musical de la localidad.

## Demografía
Crevillente cuenta con una población de 30 585 habitantes (INE 2024).
| Gráfica de evolución demográfica de Crevillente entre 1842 y 2021 |
| |
| Población de derecho según los censos de población del INE Población de hecho según los censos de población del INEEn estos censos se denominaba Crevillente: 1842, 1857, 1860, 1877, 1887, 1897, 1900, 1910, 1920, 1930, 1940, 1950, 1960, 1970, 1981 y 1991 Entre el censo de 1887 y el anterior, crece el término del municipio porque incorpora a 03504 (San Felipe Neri) |

El estudio de la población de Crevillente, como ocurre en general en toda España, no puede realizarse de forma periódica y fiable hasta el año 1857.
Hasta 1609, la población estaba compuesta casi en su totalidad por moriscos o cristianos nuevos, es decir, musulmanes convertidos forzosamente al catolicismo entre 1521 y 1526, como consecuencia de la revuelta de las Germanías.
Según el censo elaborado por Henri Lapeyre en 1563, la villa contaba con 208 vecinos, lo que equivaldría aproximadamente a 938 habitantes si se aplica el coeficiente estándar de 4,5 personas por vecino. En 1602 la población alcanzaba los 1777 habitantes, y en 1609, poco antes de la expulsión de los moriscos, ascendía a unos 1800. Tras dicha expulsión, quedó tan solo una cuarta parte de la población original, y en 1646 se registraron 873 habitantes, según el mismo autor. Posteriormente, en 1739, la población ascendía a 3600 habitantes, y en 1794 se contabilizaban 8100.
Según el censo del Instituto Nacional de Estadística de 2008, Crevillente contaba con 28 432 residentes, situándose como el 16.º municipio más poblado de la provincia de Alicante. El 10,3 % de la población censada ese año tenía nacionalidad extranjera, principalmente marroquí (879 personas, un 2,6 % del total), aunque también se registraba una presencia significativa de población latinoamericana y de ciudadanos comunitarios, especialmente británicos.

### Núcleos de población
| Entidades de población | Habitantes |
| ---------------------- | ---------- |
| Crevillente            | 28 536     |
| Barrio de la Estación  | 70         |
| El Realengo            | 307        |
| Las Casicas            | 196        |
| Rincón de los Pablos   | 48         |
| San Felipe Neri        | 446        |

Los habitantes del municipio se encuentran repartidos en varios núcleos de población dentro del término municipal, según datos del INE correspondientes al año 2020:
- Núcleo urbano de Crevillente (29 536 habitantes)
- Barrio de la Estación (70 hab.)
- Rincón de los Pablos (48 hab.)
- Las Casicas (196 hab.)
- Pedanía de El Realengo (307 hab.)
- Pedanía de San Felipe Neri (446 hab.), núcleo con relevancia histórica por ser una pía fundación del Cardenal Belluga

## Economía
La industria textil, y en particular la fabricación de alfombras, ha sido tradicionalmente la principal actividad económica de Crevillente. Esta industria, actualmente en una profunda crisis debido a la irrupción del mercado extranjero, tiene su origen en la artesanía del esparto y del junco, materiales abundantes en la zona durante los siglos XIX y XX. En su época de mayor auge, Crevillente llegó a contar con más de 80 fábricas, representando hasta el 76 % del total de las exportaciones nacionales del sector.
Otros sectores industriales del municipio también han experimentado un notable declive, como el del calzado, que sustituyó a la tradicional alpargata; la construcción; la industria de la madera; la metalurgia; y el sector de la alimentación.
En el ámbito agrícola, tradicionalmente se cultivaban especies como el algarrobo, el almendro, diversos cítricos, la viña, la higuera, el granado y distintas hortalizas. Aproximadamente el 25 % de la superficie cultivada era de secano y el 75 % de regadío. Sin embargo, muchos de estos campos han sido progresivamente urbanizados, debido al progresivo abandono del cultivo y la creciente aridez del suelo provocada por la escasez de precipitaciones.
En junio de 2018, el número de personas inscritas como desempleadas en el municipio ascendía a 3374.
| Año  | Tasa paro % | Número de parados | Población |
| ---- | ----------- | ----------------- | --------- |
| 2023 | 20,93 %     | 2755              | 30 092    |
| 2022 | 21,94 %     | 2897              | 29 847    |
| 2018 | 26,24 %     | 3296              | 28 957    |
| 2017 | 27,71 %     | 3431              | 28 836    |
| 2016 | 30,94 %     | 3766              | 28 691    |
| 2015 | 34,76 %     | 4139              | 28 465    |
| 2014 | 39,15 %     | 4579              | 28 328    |
| 2013 | 43,16 %     | 5008              | 28 382    |
| 2012 | 44,63 %     | 5212              | 28 439    |
| 2011 | 42,48 %     | 5003              | 28 362    |
| 2010 | 40,08 %     | 4789              | 28 738    |
| 2009 | 37,74 %     | 4494              | 28 609    |
| 2008 | 29,67 %     | 3503              | 28 432    |
| 2007 | 19,13 %     | 2298              | 28 172    |
| 2006 | 16,85 %     | 2033              | 27 815    |

## Administración y política
En las elecciones municipales de 2019, el Partido Popular (PP) obtuvo 7 concejales, perdiendo 2 respecto a los comicios de 2015. Compromís mantuvo sus 5 concejales y, gracias a un acuerdo de gobierno con el PSPV-PSOE y Unitat d'Esquerres, logró acceder a la alcaldía. El PSPV-PSOE aumentó su representación con 4 concejales, uno más que en la legislatura anterior. Unitat d'Esquerres, coalición integrada por EUPV y ERPV, obtuvo 2 concejales. Vox consiguió representación por primera vez con 2 concejales, mientras que Ciudadanos logró 1 concejal, perdiendo 1 respecto a 2015.
| Periodo   | Nombre                       | Partido | Partido                                         |
| --------- | ---------------------------- | ------- | ----------------------------------------------- |
| 1979-1983 | Emilio Muñoz Giménez         |         | Partido Comunista de España (PCE)               |
| 1983-1995 | Francisco Llopis Sempere     |         | Partit Socialista del País Valencià (PSPV-PSOE) |
| 1995-2019 | César Augusto Asencio Adsuar |         | Partido Popular (PP)                            |
| 2019-2023 | José Manuel Penalva Casanova |         | Compromís                                       |
| 2023-act. | Lourdes Aznar                |         | Partido Popular (PP)                            |

| Partido político                                | 2023  | 2023  | 2023       | 2019  | 2019  | 2019       | 2015  | 2015  | 2015       | 2011  | 2011  | 2011       | 2007  | 2007  | 2007       |
| Partido político                                | Votos | %     | Concejales | Votos | %     | Concejales | Votos | %     | Concejales | Votos | %     | Concejales | Votos | %     | Concejales |
| Compromís                                       | 5656  | 38,76 | 8          | 3065  | 22,35 | 5          | 3203  | 22,26 | 5          | 1874  | 12,91 | 3          | —     | —     | —          |
| Partido Popular (PP)                            | 5275  | 36,15 | 8          | 4479  | 32,66 | 7          | 5299  | 36,82 | 9          | 8290  | 57,09 | 13         | 8605  | 58,06 | 14         |
| Vox                                             | 1890  | 12,95 | 3          | 1209  | 8,81  | 2          | —     | —     | —          | —     | —     | —          | —     | —     | —          |
| Partit Socialista del País Valencià (PSPV-PSOE) | 1654  | 11,33 | 2          | 2413  | 17,59 | 4          | 1893  | 13,15 | 3          | 2489  | 17,14 | 3          | 3436  | 23,18 | 5          |
| Esquerra Republicana del País Valencià (ERPV)   | —     | —     | —          | 1337  | 9,74  | 2          | —     | —     | —          | —     | —     | —          | 456   | 3,08  | 0          |
| Ciudadanos (CS)                                 | —     | —     | —          | 1125  | 8,20  | 1          | 1355  | 9,42  | 2          | —     | —     | —          | —     | —     | —          |
| Esquerra Unida del País Valencià (EUPV)         | —     | —     | —          | —     | —     | —          | 1324  | 9,20  | 2          | 1292  | 8,90  | 2          | 1794  | 12,10 | 2          |

## Cultura

### Monumentos y lugares de interés

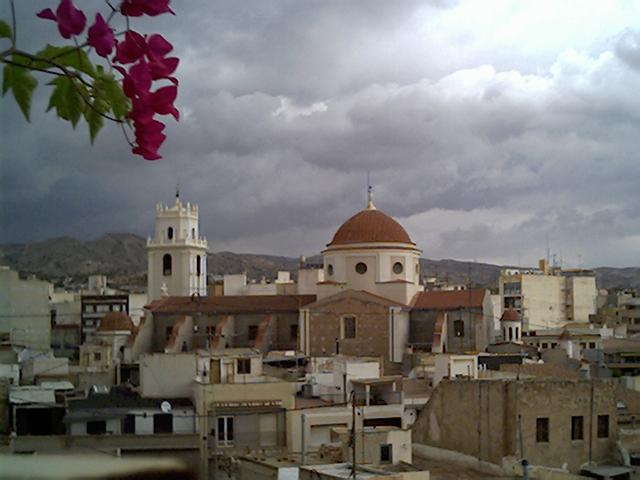
Iglesia de Nuestra Señora de Belén

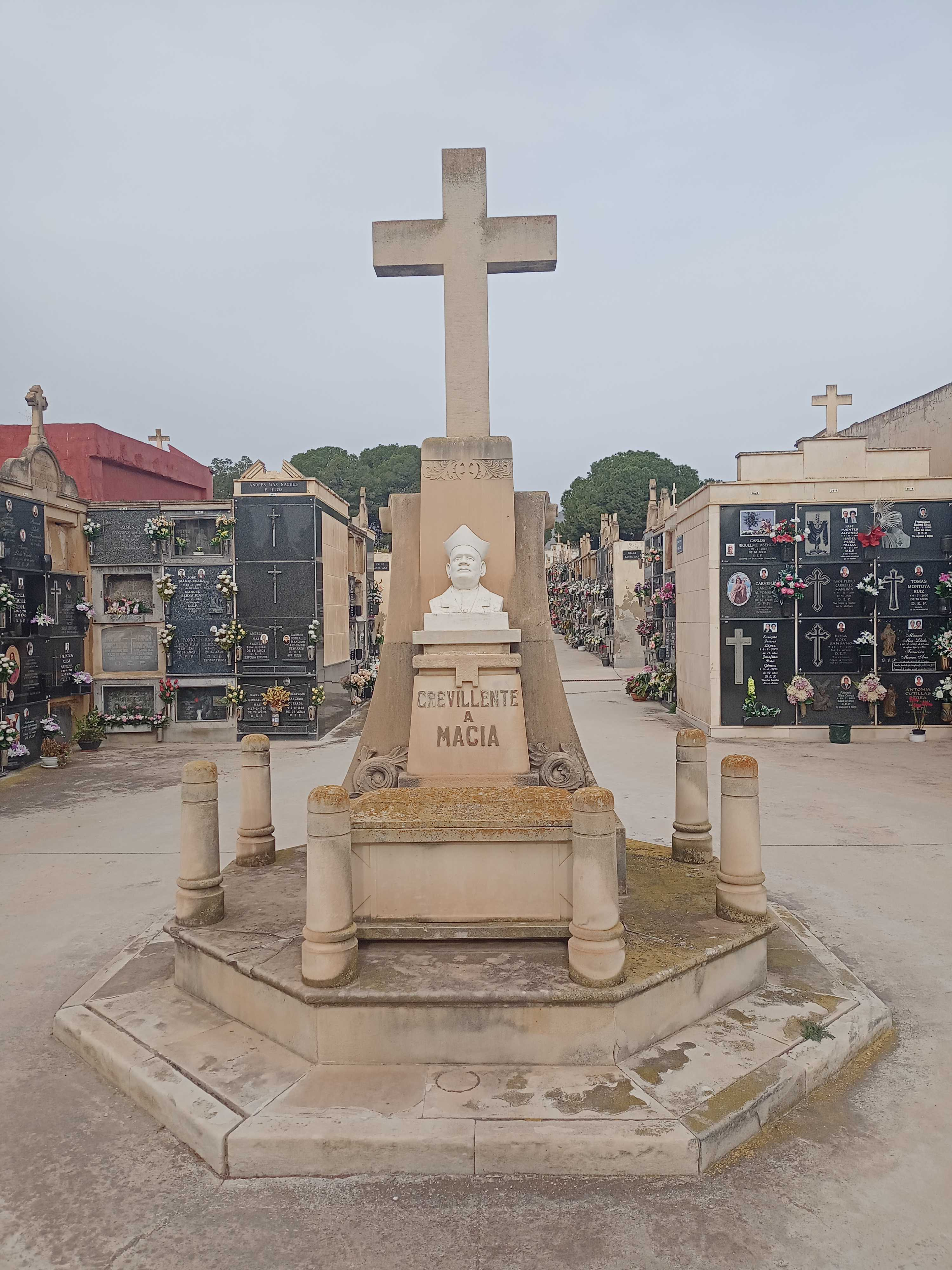
Monumento en honor al poeta Maciá, erigido por suscripción popular en 1935

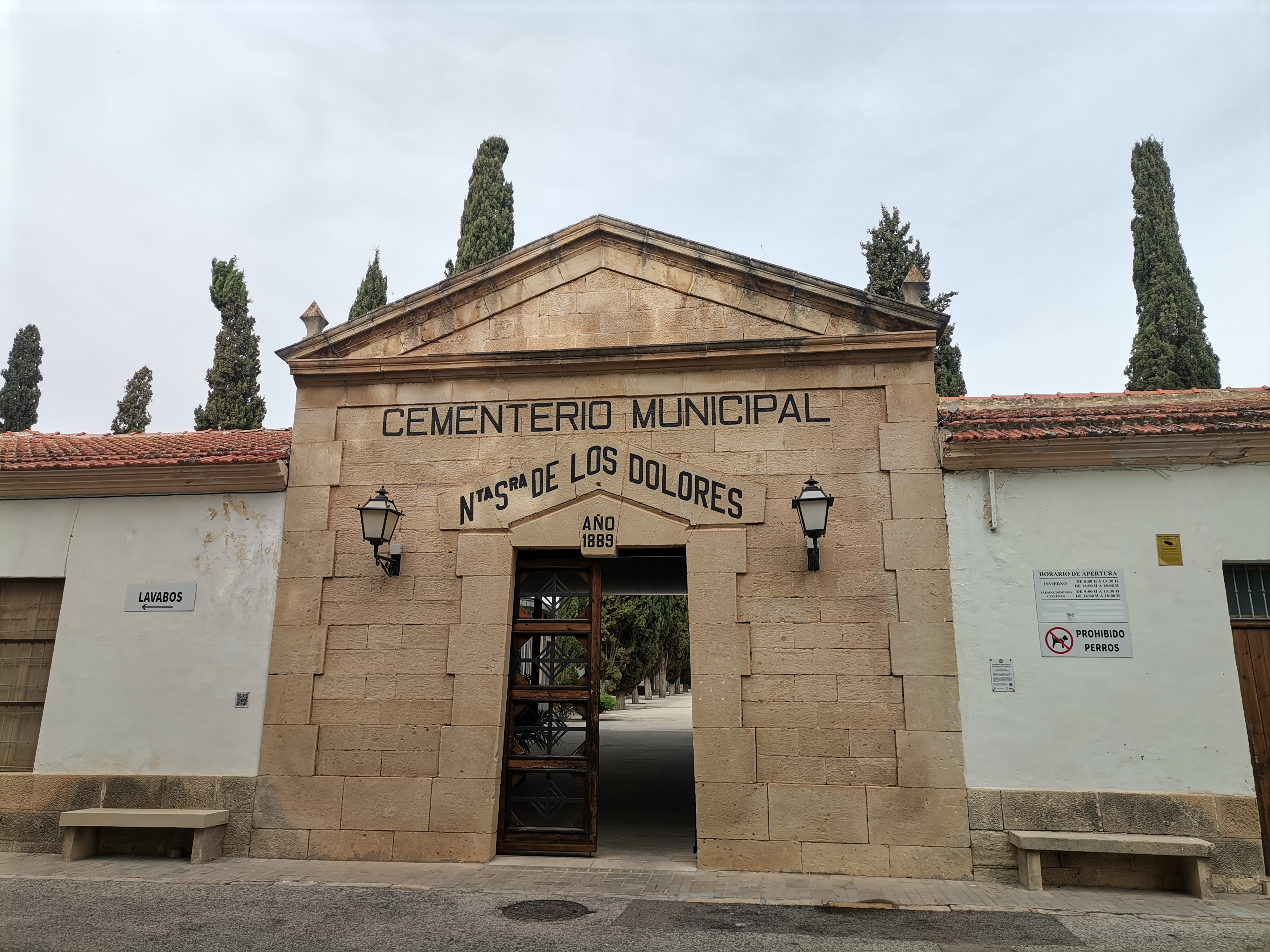
Cementerio municipal de Nuestra Señora de los Dolores, de Crevillente (1889)

El núcleo urbano de Crevillente presenta una gran diversidad urbanística: el casco antiguo o barrio de la Morería, de marcado carácter islámico; las tradicionales cuevas-vivienda; y zonas modernas con edificios contemporáneos. Entre su patrimonio destacan los siguientes elementos:
- Iglesia de Nuestra Señora de Belén: construida en el siglo XVIII e inaugurada en 1829. En su cripta albergó el Museo Mariano Benlliure, con siete pasos procesionales de la Semana Santa encargados por la familia Magro al escultor Mariano Benlliure.
- Museo Arqueológico Municipal de Crevillente: exhibe piezas de distintas épocas históricas: prehistóricas, ibéricas, romanas y musulmanas.
- Museo de la Semana Santa de Crevillente: considerado uno de los más destacados de España en su género. Dividido en cuatro plantas con espacios abiertos, permite observar las obras desde múltiples perspectivas. El recorrido está concebido de forma cronológica, representando la Pasión, Muerte y Resurrección de Cristo. Alberga obras de Mariano Benlliure, Antonio Riudavets, Carmelo Vicent, García Talens, Antonio Parera, entre otros, además de túnicas, orfebrería, pintura religiosa (con obras de Julio Quesada Guilabert), bordados y cartelería. La visita concluye con una proyección audiovisual sobre la Semana Santa crevillentina.
- Museo Mariano Benlliure: actualmente en reformas. Albergará obras del escultor valenciano.
- Museo Pintor Julio Quesada: ubicado en la sede de la Cooperativa Eléctrica San Francisco de Asís. Fundado en 1999 y reconocido por la Generalidad Valenciana en 2009. Se divide en dos salas: la Sala Quesada, con unas 140 acuarelas del pintor, y el Estudio Quesada, que recrea su taller. También se exponen obras de artistas como Rafael Requena, Ceferino Olivé, Federico Lloveras, José María Párraga, Vargas Ruiz, José Perezgil y galardonados del Premio Internacional de Pintura Julio Quesada, como Salvador Gómez o Cerdá Gironés.
- Antiguo Cine Iris: situado en la calle Blasco Ibáñez, estuvo en funcionamiento hasta los años 80. Su torre, parte de las antiguas murallas, fue derribada para dar paso a un estacionamiento privado.
- Paseo del Calvario: con un Viacrucis del siglo XVIII.
- Cementerio municipal Nuestra Señora de los Dolores: inaugurado en 1889, destaca su portada de estilo neoclásico.
- Rambla del Castellar: arteria urbanizada del municipio, presidida por un obelisco azul de 37 m. En su base figuran los escudos de la Semana Santa, Moros y Cristianos, la tradición musical y el del propio municipio.
- Mercado de Abastos: ocupa el lugar de una antigua ermita, cuyo campanario aún se conserva.
- Auditorio José Candela Lledó: con capacidad para 1000 personas y un complejo subterráneo de gran capacidad logística.
- Ermita de San Cayetano (Crevillente): ubicada en el parque de montaña de San Cayetano. Según la tradición, fue mandada construir en 1672 o 1673 por la duquesa de Arcos, esposa del señor de Crevillente. Restaurada y reinaugurada en 2009. Está en proyecto la rehabilitación integral del parque y sus elementos históricos.
- Barrio de la Morería (Crevillente): conjunto de calles del casco antiguo, como la calle del Peine o San Francisco, que conservan trazado de origen islámico.
- Casa de Cultura: dispone de salón de actos multiusos, sala de proyecciones, hemeroteca, biblioteca y un teatro al aire libre.

Además, la localidad cuenta con una biblioteca dedicada a Enric Valor, construida sobre el antiguo lavadero municipal, del que solo se conserva la techumbre.
- Ermita del Santo Ángel de la Guarda (Crevillente): construida en 1902 y restaurada en 2003. De una sola nave, se encuentra al norte de la ciudad, rodeada de casas-cueva. Alberga imágenes del siglo XIX y mediados del siglo XX, procedentes de los talleres de Olot. Las fiestas en su honor se celebran la segunda semana de septiembre.
- Ermita de la Virgen de la Salud (Crevillente): situada en el barrio de la Salud, al norte de la ciudad, junto a la calle Santo Ángel de la Guarda. Las fiestas se celebran la primera semana de septiembre.

### Música y danza
La tradición musical de Crevillente se remonta al siglo XIX, representada por la Sociedad Unión Musical de Crevillente, fundada en 1860, así como por las numerosas corales y orfeones que han surgido a lo largo del tiempo.
Uno de los hitos más destacados en este ámbito es la creación del Orfeón Crevillentino en 1891. En 1940, esta agrupación adoptó el nombre de Coral Crevillentina, iniciando una nueva etapa que marcaría un punto de inflexión en la historia musical local. La coral ha recibido prestigiosos galardones, entre los que destacan el Primer Premio del Festival de Habaneras de Torrevieja y la Gran Cruz de las Artes, Ciencias y Letras de Francia. Ha ofrecido actuaciones en escenarios emblemáticos como el Gran Teatro del Liceo de Barcelona, la catedral de Santiago de Compostela con motivo del Año Santo Compostelano, o durante el Adviento en Viena. También ha representado a España en eventos europeos celebrados en Bélgica.
En el ámbito de la danza popular, destaca el grupo de danzas Pilar Penalva, que ha recuperado y promovido bailes tradicionales de Crevillente, como El Ball Xafat y La Danceta.

### Lengua
Crevillente es, junto a Guardamar del Segura —aunque con mayor vitalidad lingüística que esta—, la localidad más meridional en la que el valenciano se mantiene como lengua habitual entre una parte significativa de sus habitantes. El dialecto local conserva ciertos arcaísmos medievales, aunque en general presenta las características propias del valenciano meridional, como la caída de la «r» final (por ejemplo: pujà, baixà en lugar de pujar, baixar) o la pérdida de la «d» intervocálica (naal por nadal).
El valenciano de Crevillente incorpora numerosos castellanismos, consecuencia de su situación histórica en una zona de frontera lingüística. Al sur y al oeste se encuentra la comarca de la Vega Baja del Segura, monolingüe en castellano, y de hecho, en la pedanía crevillentina de San Felipe Neri se habla exclusivamente castellano desde su fundación. Además, limita con Aspe al norte —también históricamente castellanohablante— y con Elche al este, donde el uso del valenciano se conserva sobre todo en los barrios céntricos y en algunas pedanías.
Aunque Crevillente fue originalmente una población de habla castellana, al estar situada al sur de la frontera establecida por el Tratado de Almizra, tras la expulsión de los moriscos fue repoblada por colonos procedentes del norte del Reino de Valencia, cuya lengua era el valenciano.
Junto al castellano y al valenciano, existe en la actualidad una significativa comunidad de hablantes de árabe, debido a la inmigración procedente del Magreb.

### Semana Santa

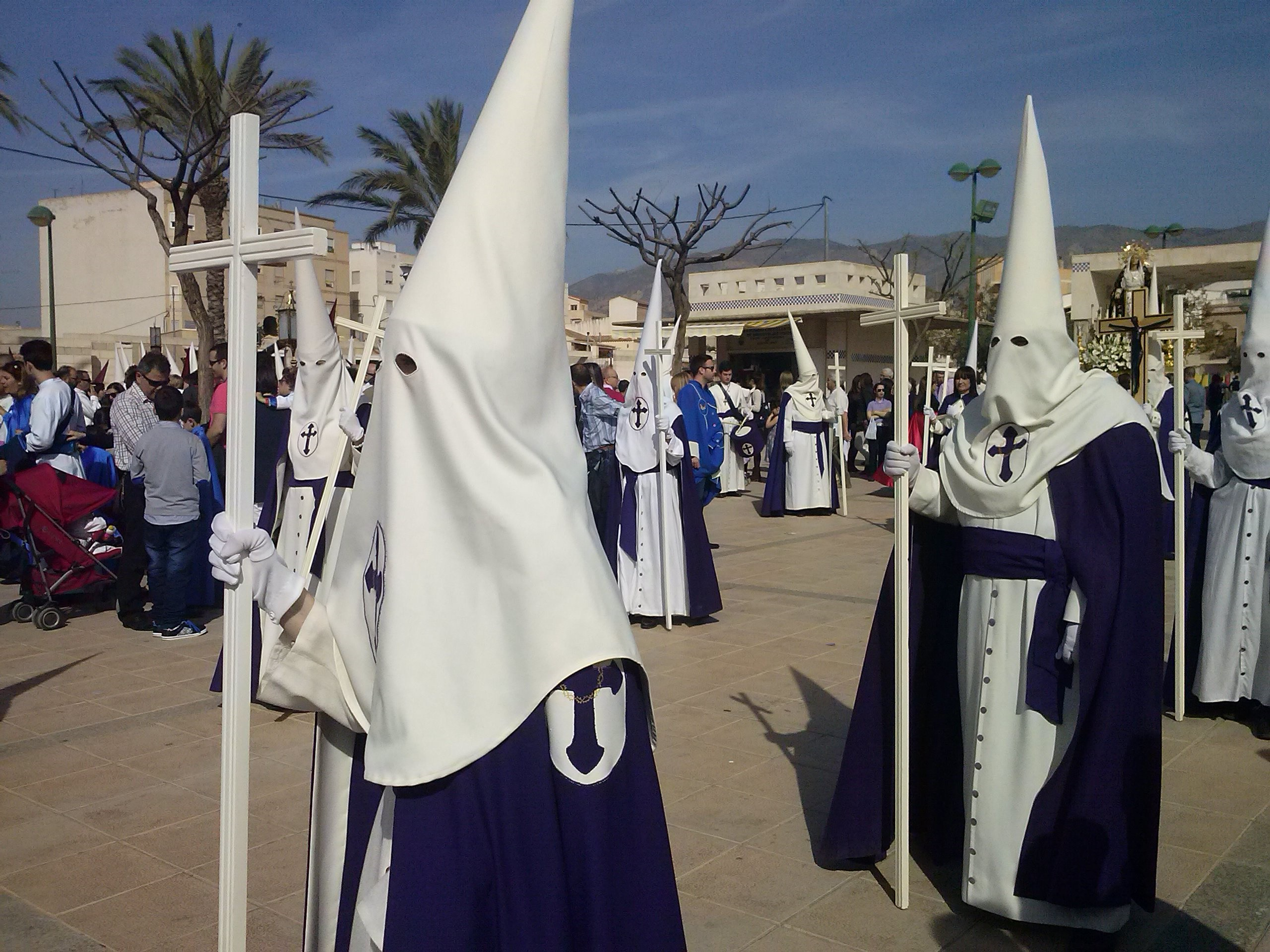
Nazarenos en la Semana Santa de Crevillente

Página web: Federación de Cofradías y Hermandades de Semana Santa de Crevillente
La Semana Santa de Crevillente fue declarada Fiesta de Interés Turístico Internacional el 11 de noviembre de 2011, tras años de trabajo para obtener esta distinción. Está considerada una de las celebraciones pasionales más relevantes de España, destacando por su imaginería, la música —especialmente el canto coral—, la gastronomía típica, la elevada participación ciudadana y su carácter autóctono, con tradiciones que la diferencian de otras festividades similares.
Entre sus costumbres más singulares se encuentra el tradicional pa torrat del Viernes Santo: pan tostado al horno con abundante aceite de oliva, acompañado de la Coca de Crevillente, en especial la de boquerón (masa de harina con boquerón frito), habas tiernas, ajos y bacalao. Este almuerzo típico es ofrecido por las distintas cofradías tanto a sus miembros como a los visitantes.
Crevillente es el municipio de España que conserva el mayor número de obras procesionales del escultor Mariano Benlliure, quien, junto a otros artistas como Antonio Riudavets, García Talens, Carmelo Vicent o Antonio Parera, ha contribuido a dotar la Semana Santa local de una notable calidad artística.
La vinculación musical de la localidad se refleja especialmente en el canto coral, disciplina en la que Crevillente ha sido cuna de numerosos músicos y cantantes líricos. Varias agrupaciones corales acompañan a los pasos durante las procesiones, interpretando motetes. De especial relevancia es la procesión de la Muerte de Cristo, celebrada la noche del Viernes Santo, en la que todas las imágenes van acompañadas por sus respectivos coros. También destaca el Septenario en honor a la Virgen de los Dolores, considerado el pórtico de la Semana Santa, donde la población entona los dolores de María en una expresión de fervor colectivo.

### Moros y Cristianos
Las fiestas patronales de Crevillente son las de Moros y Cristianos, declaradas Fiestas de Interés Turístico Internacional en 2017. Se celebran en honor al patrón de la localidad, San Francisco de Asís, durante el primer fin de semana de octubre.

### Fiestas del Santo Ángel de la Guarda
Estas fiestas, que se remontan al siglo XIX, tienen lugar durante la segunda semana de septiembre. Incluyen actos tanto lúdicos como religiosos, entre los que destacan los pasacalles de disfraces, la presentación de niños al Santo Ángel, las verbenas, juegos infantiles, la misa y la procesión. Uno de los elementos más característicos es la detonación de una traca de 1001 m de longitud.

### Fiestas de la Virgen de la Salud
Se celebran durante la primera semana de septiembre y combinan también actividades festivas y religiosas. Entre los actos más destacados se encuentran los pasacalles de las reinas de honor, talleres y funciones teatrales para los niños, verbenas, misa y procesión. Es especialmente significativa la tradicional romería que recorre el pueblo hasta la iglesia de Nuestra Señora de Belén, ubicada en la plaza de la Constitución.

### Deporte

#### San Silvestre
En Crevillente se celebra la San Silvestre Crevillentina Internacional, una carrera popular de 10 km que tiene lugar cada 31 de diciembre desde su fundación en 1981 por los crevillentinos Ramón López, Paco, Félix y José Silverio. Está considerada una de las más destacadas de la provincia de Alicante, especialmente en las comarcas cercanas a la localidad. Cada edición cuenta con la presencia de un invitado de honor de relevancia internacional.
La prueba está incluida en el calendario oficial de la Real Federación Española de Atletismo (RFEA) y de la Federación de Atletismo de la Comunidad Valenciana (FACV), siendo la única San Silvestre de la provincia reconocida oficialmente por ambas entidades y una de las más importantes del panorama nacional.
En el ámbito de los deportes tradicionales, en Crevillente aún se conserva la práctica del juego de la pelota valenciana, especialmente la modalidad de llargues.

#### Asociaciones de fútbol
La localidad cuenta con una asociación deportiva conocida como Crevifútbol, activa desde hace más de 20 años. Esta entidad organiza competiciones locales en distintas categorías y ofrece a los habitantes la posibilidad de formar equipos y participar en torneos a nivel municipal.

### Gastronomía
La gastronomía de Crevillente, aunque no especialmente singular, refleja la influencia de la cocina tradicional alicantina y del sureste peninsular. A continuación, se enumeran algunos de los platos y productos más representativos:
- Dulces de Crevillente: repostería típica local, especialmente consumida en fechas festivas.
- Arroz y mondongo: plato contundente elaborado con arroz y partes del cerdo.
- Arroz con conejo y caracoles: aunque no originario de Crevillente, es muy común en la provincia de Alicante. Tradicionalmente se consume al aire libre, en el campo o en la playa.
- Gachamiga: receta de origen villenense, muy presente en el Alto y Medio Vinalopó y el altiplano murciano, a base de harina, agua, aceite, sal y ajo.
- Cocas saladas: destacan variedades como la de huevo y atún, sardina, longaniza, aceite (coquetes), boquerón, y especialmente la de jamón y queso.
- Pa torrat: considerado el plato más representativo y autóctono de Crevillente, típico del almuerzo del Viernes Santo.
- Horchata: bebida refrescante muy consumida en el municipio. Destaca la horchata granizada elaborada en el establecimiento local Mes Bó.

Debido a su posición geográfica estratégica, Crevillente ha sido históricamente un punto de paso entre el sureste español y el norte de Europa (por ejemplo, en la ruta de la fruta entre Almería y el continente), lo que ha favorecido la incorporación de influencias culinarias diversas sin consolidar una identidad gastronómica propia especialmente marcada.

### Ciudades hermanadas

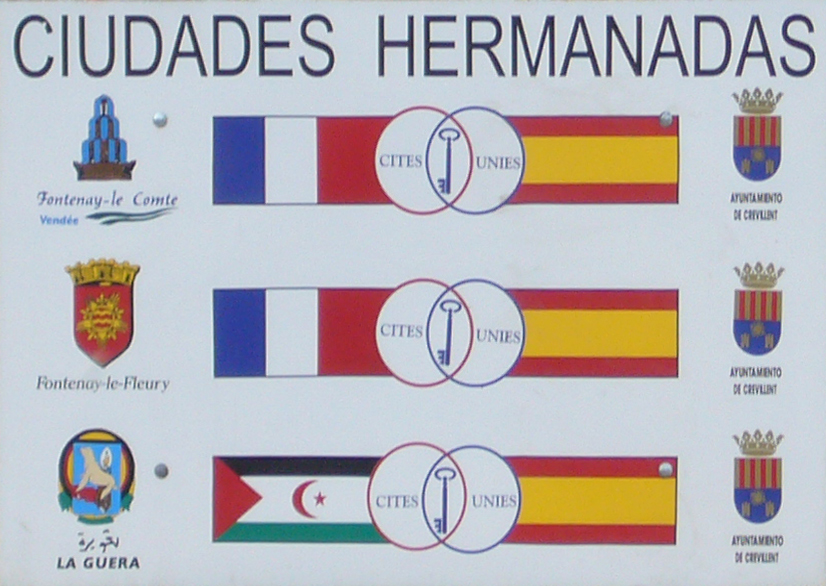
Ciudades hermanadas

Crevillente participa en la iniciativa de hermanamiento de ciudades, habiendo establecido vínculos con:
- Fontenay-le-Comte (Francia): hermanamiento establecido en 1968. En 2008 ambas localidades celebraron el 40.º aniversario de este vínculo conmemorativo, conocido como Jumelage.
- Fontenay-le-Fleury (Francia).
- La Güera: campo de refugiados saharaui en la provincia de Tinduf (Argelia).